# Saturn Sky
Der Saturn Sky ist ein vom US-amerikanischen Automobilhersteller General-Motors (GM) unter der Automobilmarke Saturn von Frühjahr 2006 bis Sommer 2009 angebotener offener Sportwagen bzw. Cabrio.
Er basierte auf der Kappa-Plattform von General Motors und war damit das Schwestermodell von Pontiac Solstice, Daewoo G2X und dem Opel GT Roadster. Der Sky war eines der General-Motors-Modelle, die vom Zündschloss-Debakel betroffen waren. Erstmals gezeigt wurde der Prototyp auf dem Automobilsalon in Detroit Anfang 2005 und als Serienversion ein Jahr darauf. Das Design des Sky entstammt der Feder von Franz von Holzhausen.
Die Produktion der 2,4-Liter-Version begann im Frühjahr 2006, im Herbst folgte die leistungsstärkere Variante Sky redline mit Zweiliterturbomotor mit einer Leistung von 194 kW (264 PS), Lamellen-Selbstsperrdifferenzial, Bilstein Sportfahrwerk und verstärkten Stabilisatoren, Doppelauspuff, 18-Zoll-Rädern und geänderter Frontschürze mit zusätzlichen Lufteinlässen zur Radhausbelüftung und Bremsenkühlung. Innen unterscheidete sich der Redline vom Basismodell durch Lederlenkrad mit integrierten Radio-Bedienknöpfen, Lederschaltsack und -schaltknauf, Einstiegsschwellerleisten mit Metalleinsätzen und Ladedruckanzeige im Bordcomputer.

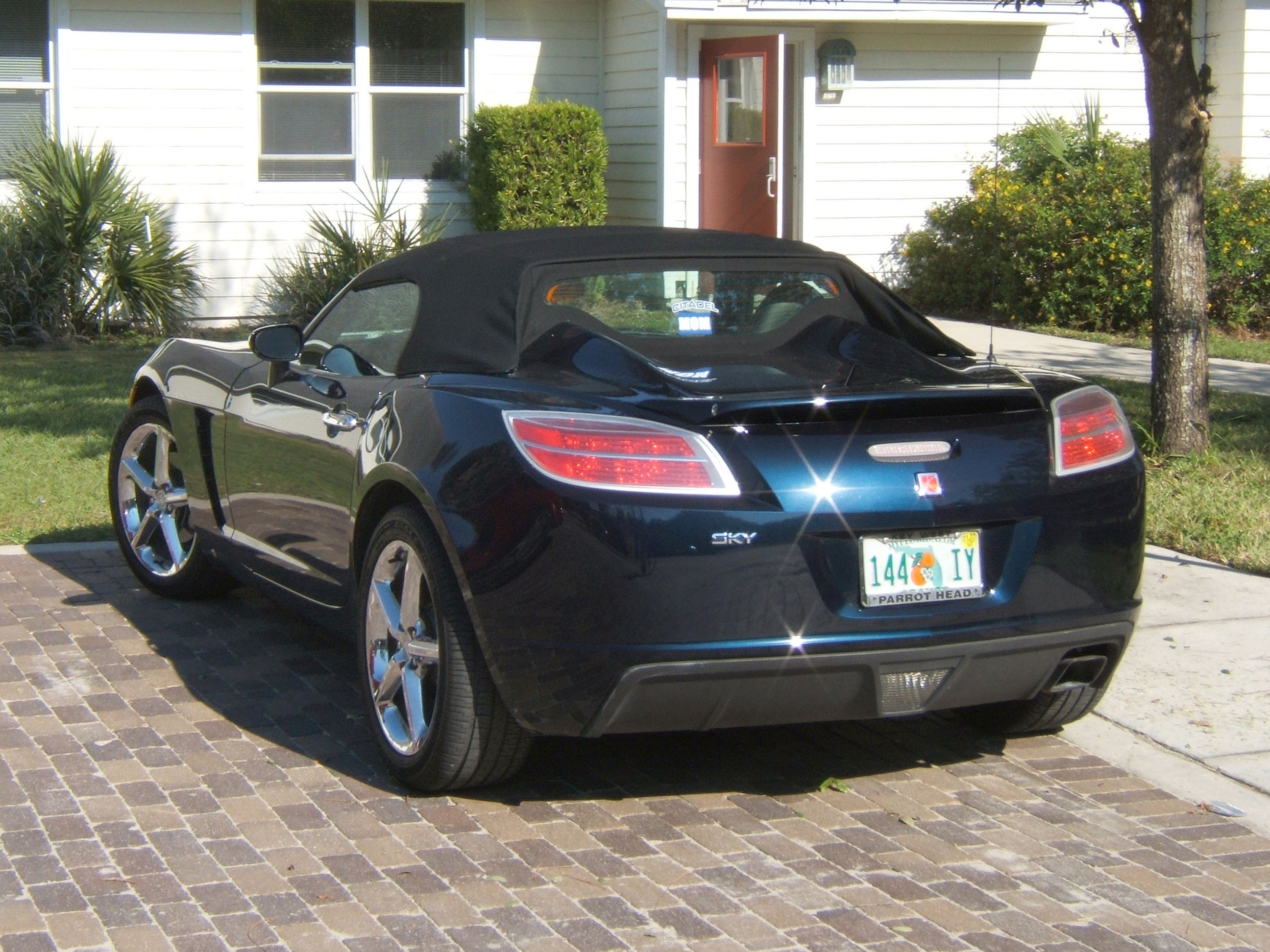
Heckansicht